# Denis Law
Pour les articles homonymes, voir Law.
Denis Law, né le 24 février 1940 à Aberdeen (Écosse) et mort le 17 janvier 2025 dans cette même ville, est un footballeur international écossais qui évolue au poste d'attaquant. Il est fait Commander of the Order of the British Empire en 2016.
Denis Law commence sa carrière de footballeur au Huddersfield Town FC, club de Second Division. avant de signer à Manchester City pour la somme de 55 000 £, un record dans le football anglais. Après une saison chez les Citizens, le Torino FC achète les services de Law pour la somme de 110 000 £, record pour un transfert entre des clubs anglais et italiens.
Malgré de bons résultats en Italie, il éprouve des difficultés à s'installer à Turin et rejoint Manchester United en 1962 pour une nouvelle somme record de 115 000 £. L'attaquant écossais marque un total de 237 buts en 404 apparitions avec les Red Devils, faisant alors de lui le deuxième meilleur buteur du club derrière son coéquipier Bobby Charlton.
Surnommé The King ou The Lawman par ses supporteurs ou encore Denis the menace par ses adversaires, Law devient en 1964 le premier écossais à remporter le Ballon d'or. Aux côtés de George Best et Bobby Charlton, notamment, il participe aux titres de champion de Manchester United lors des éditions 1965 et 1967, mais ne participe pas à la victoire en Coupe d'Europe des champions 1968, à cause d'une blessure. Après onze saisons, Law retourne à Manchester City en 1973, avant de prendre sa retraite l'année suivante.
Law joue à cinquante-cinq reprises avec l'équipe d'Écosse et marque un total de trente buts entre 1958 et 1974. Absent lors de la Coupe du monde de 1958, il joue son dernier match en sélection nationale lors du Mondial 1974. En 2004, Law est intronisé au Scottish Football Hall of Fame, lors de son inauguration. Il fait aussi partie du Tableau d'honneur de l'équipe d'Écosse de football, où figurent les internationaux ayant reçu plus de cinquante sélections pour l'Écosse, étant inclus dès la création de ce tableau d'honneur en février 1988.

## Biographie

### Jeunesse
Denis Law naît dans une famille modeste de sept enfants. Son père George Law, sa femme Robina et les frères et sœurs de Law vivent dans une HLM à Aberdeen,. Denis connaît une enfance très pauvre, cadet d’une famille de sept enfants dont le père, pêcheur, nourrit la famille.
Jusqu'à ses douze ans, Denis Law, en raison de la situation financière de sa famille, doit se déplacer pied nu[réf. nécessaire]. À l'adolescence, il reçoit une première paire de chaussures, usagées, avant que l'un de ses voisins ne lui offre ses premières chaussures de football. Durant toute son enfance, il supporte le club de football d'Aberdeen et assiste aux matchs du club lorsqu'il en a les moyens, se contentant de matchs amicaux lorsqu'il ne peut pas payer sa place.
Sa passion pour le football le pousse à refuser une place à l'Aberdeen Grammar School, contraint de jouer au rugby[réf. nécessaire]. Il intègre finalement la Powis Academy (maintenant appelée St. Machar Academy). En football, malgré un strabisme important, il progresse rapidement après être passé du poste de défenseur central à celui de milieu droit.

### Débuts à Huddersfield Town
En 1955, Archie Beattie, recruteur pour le Huddersfield Town Football Club, observe Denis Law et décide, impressionné par le jeune attaquant, de l'inviter à réaliser un essai avec le club de Second Division. Lorsqu'il se présente à Huddersfield, l'entraîneur du club et frère d'Archie, Andy Beattie déclare pourtant : « Ce garçon est un monstre. Je n'ai jamais vu un espoir de football moins prometteur - faible, chétif et portant des lunettes »,. Malgré tout, le club décide de le recruter le 3 avril 1955 comme aspirant professionnel. Law subit ensuite une opération afin de corriger son strabisme, lui permettant de retrouver confiance en lui.
Law fait ses débuts à quinze ans à Huddersfield, lancé par son compatriote et futur entraîneur mythique de Liverpool, Bill Shankly. Le 24 décembre 1956, il fait ses débuts en équipe première contre Notts County (victoire 2-1). Le 25 février 1957, à dix-sept ans, il signe son premier contrat professionnel en faveur de Huddersfield.
Il joue quatre années en deuxième division à Huddersfield et y connaît ses premières sélections en équipe nationale écossaise.

### Révélation à Manchester City et départ au Torino
Law est transféré à Manchester City, pour 55 000 livres sterling le 15 mars 1960. En janvier 1961, il inscrit les six buts de son équipe contre Luton en Coupe, mais le match est arrêté pour une coupure de courant doit être rejoué. Manchester City s'incline finalement 3-1 avec un but de Law. Denis Law joue en première division anglaise à City jusqu'en 1961.
Le 9 juin 1961, il quitte Manchester City pour le Torino contre 110 000 livres, un record à l'époque pour un joueur britannique. Le 7 février 1962, il est victime à Turin d'un accident de la route avec Joe Baker, attaquant d'Arsenal. Le 12 juillet de la même année, il quitte l'Italie où il n'a pas pu s'adapter, pour revenir en Angleterre, à Manchester United.

### Titres et Ballon d'or avec Manchester United
Denis Law rejoint Manchester United en 1962 contre 115 000 livres sterling, alors que le club cherche à rebondir après l'accident d'avion de Munich qui coûte la vie à plusieurs joueurs en 1958,.

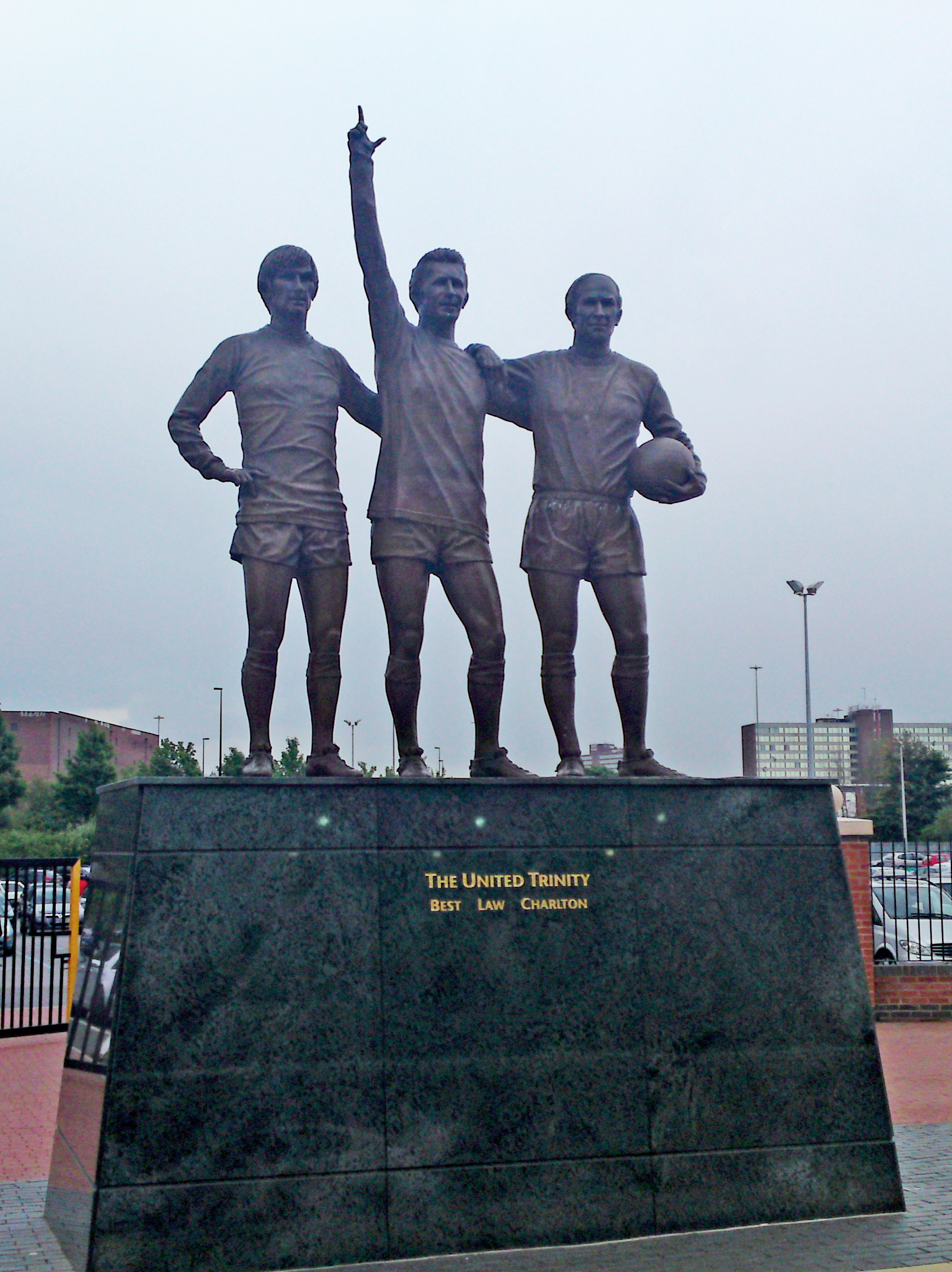
Statue représentant George Best, Denis Law et Bobby Charlton

Le 18 août 1962 il signe ses débuts en championnat par un but inscrit contre WBA. Formidable manieur de ballon et tête brûlée, il devient très vite populaire auprès du public, popularité qui reste encore très présente aujourd'hui même chez les jeunes[réf. nécessaire]. Pour sa première saison avec MU, il remporte la Coupe d'Angleterre, et ouvre le score à la 30e minute en finale contre Leicester (3-1), d'un retourné acrobatique.

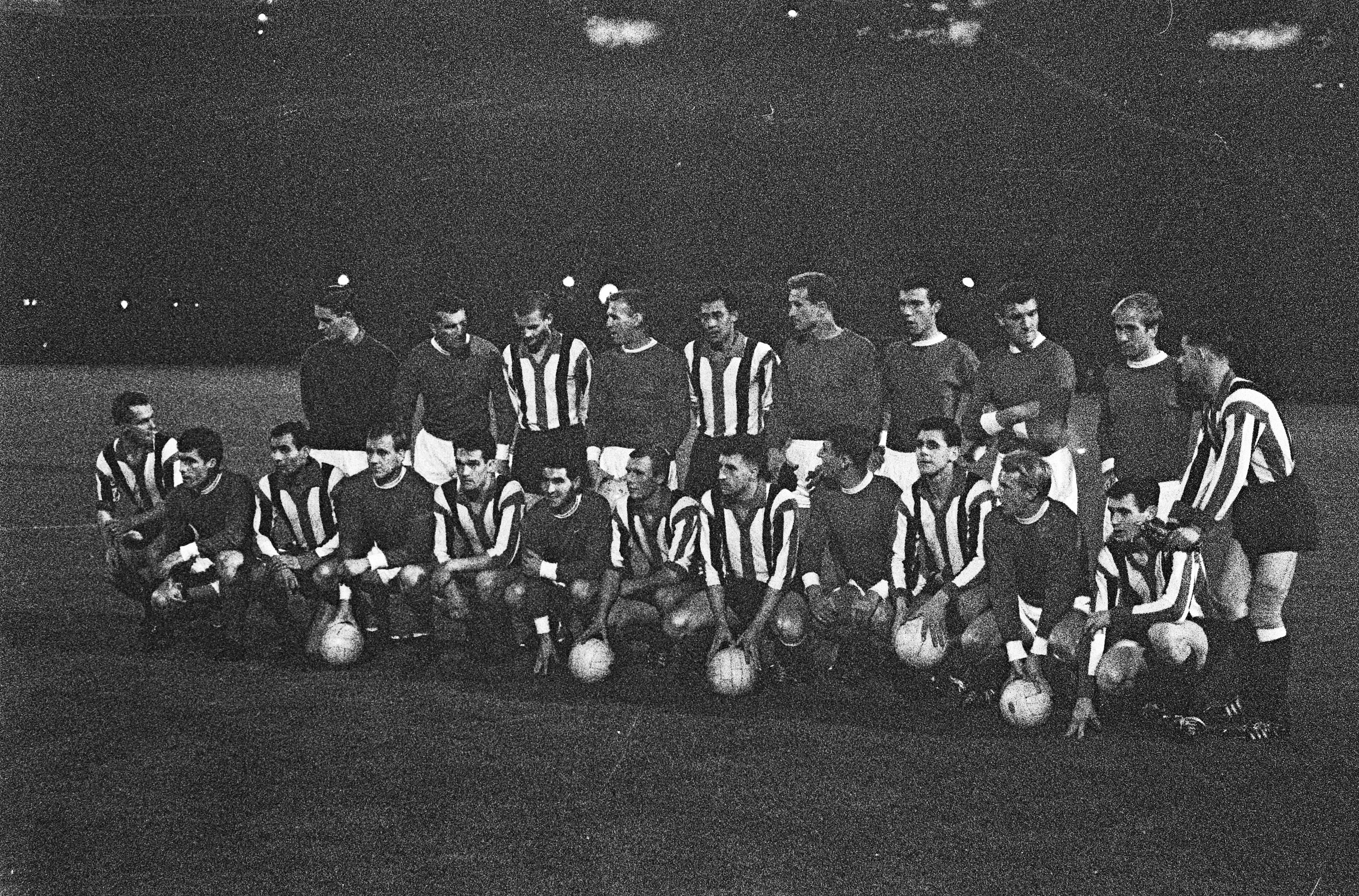
Match contre Willem II en septembre 1963.

Il joue son premier match de Coupe d'Europe contre Willem II le 25 septembre 1963. De retour en Angleterre depuis deux ans, le joueur de 24 ans inscrit trente buts lors de la saison 1963/64. Il totalise 46 buts toutes compétitions confondues , propulsant MU en second du championnat anglais derrière Liverpool. Fin 1964, il obtient le Ballon d'or, récompensant le meilleur footballeur européen évoluant en Europe. Law se souvient en 2020 : « Je savais que je jouais bien à cette époque, mais je n’ai jamais pensé au Ballon d'Or. Franchement, ça ne m’a jamais traversé l’esprit. Je ne me suis jamais senti capable de succéder à des pointures comme Di Stéfano et consorts. C’était une merveilleuse surprise et je l’ai pleinement savourée au moment de découvrir les grands joueurs qui étaient en lice ».
En 1964-1965, il obtient son premier titre de Champion d'Angleterre, après avoir marqué vingt-huit buts dans la saison. La même année en quart de finale aller de la Coupe des villes de foires, Manchester s'impose largement à Strasbourg où il s'impose 5-0 et Law inscrit deux buts.

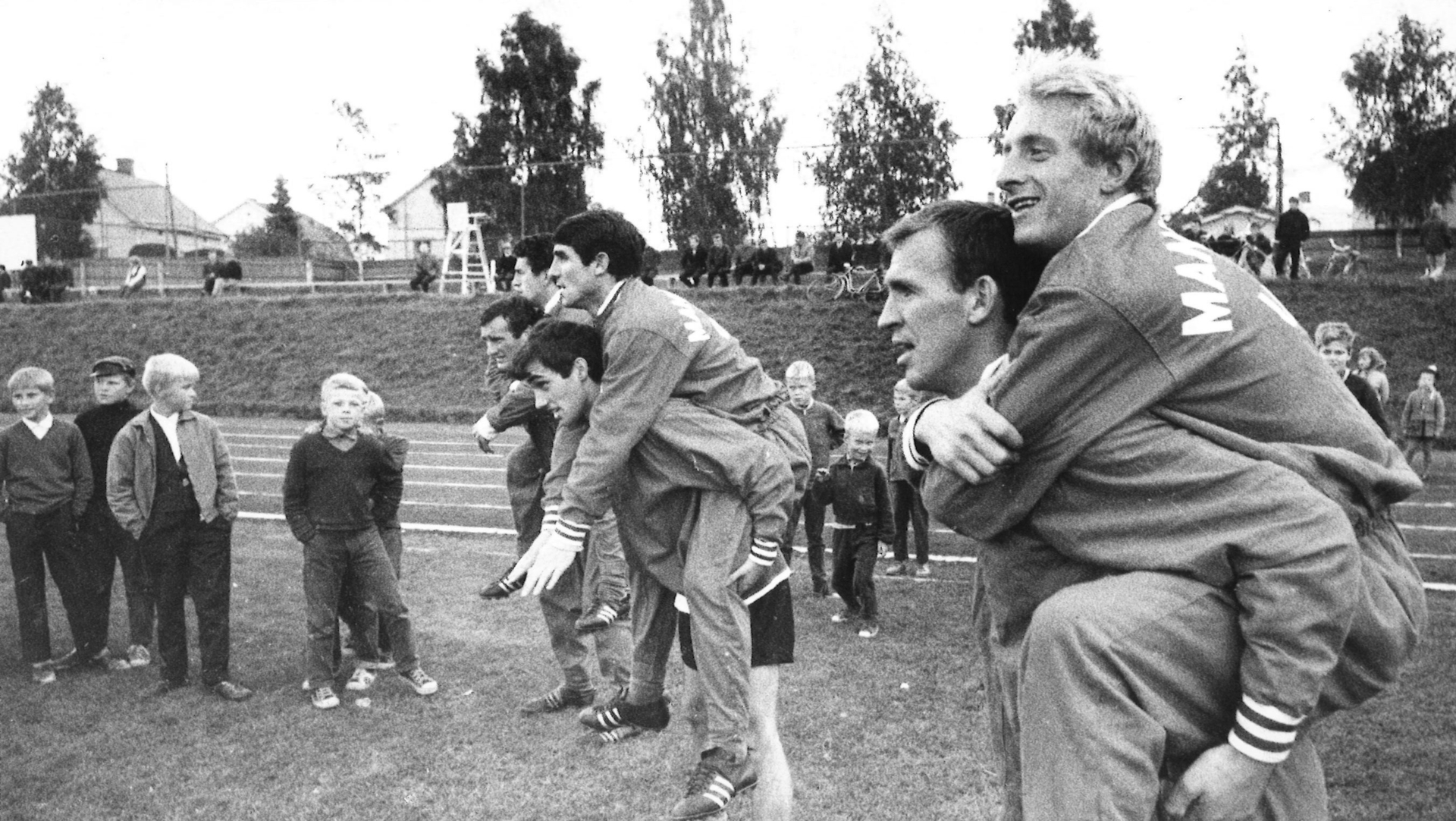
Quelques joueurs de ManU lors de leur visite en Finlande en septembre 1965. Au 1er plan, Pat Crerand porte Denis Law.

Lors de la saison 1966-1967 il obtient un second sacre de champion d'Angleterre avec ManU. Au terme de ces cinq premières saisons, il inscrit 160 buts.
Le 26 mai 1968, une blessure au genou le prive de la finale de la Coupe d'Europe des clubs champions à Wembley, gagnée 4-1 après prolongation par son club contre Benfica Lisbonne.

### Fin de sa carrière
Toujours gêné par son genou et les blessures se faisant plus insistantes, Denis Law vit le lent déclin d’une équipe de MU vieillissante après les départs de Matt Busby en 1969, puis fin 1971.
Avec 237 buts en 404 matches, Denis Law quitte Manchester United comme deuxième meilleur buteur de l'histoire du club derrière Bobby Charlton (249) avant que les deux hommes ne soient dépassés par Wayne Rooney (253),. Il est le meilleur buteur européen de Manchester United pendant 34 ans, jusqu'à ce que Ruud van Nistelrooy batte son record en 2003.
Law retourne à Manchester City mais n'y effectue qu'une dernière saison. Le 28 avril 1974, à huit minutes de la fin de la dernière journée de Championnat, il marque le dernier but de sa carrière en offrant la victoire de City dans le derby de Manchester, contre son ancien club de ManU (0-1), relégué en deuxième division indépendamment de ce résultat. Il se souvient : « Je ne voulais pas aller à Old Trafford et y gagner le match particulièrement. Pareillement, je ne voulais pas m’y rendre pour y perdre. Le déroulement de la partie me convenait très bien : toujours 0-0 à dix minutes de la fin ». Il est dit comme le premier joueur notoire à ne pas célébrer un but face à son ancienne équipe. Au mois de mai, en finale de la Coupe de la Ligue anglaise avec City, il s'incline face à Wolverhampton. Il termine sa carrière avec City en 1974.

### Carrière internationale
Denis Law fait ses débuts internationaux avec l'équipe d'Écosse en 1958 à l'âge de 18 ans. Non-retenu pour jouer la Coupe du monde 1958, il marque le 18 octobre 1958 pour ses débuts en sélection face à l'équipe du pays de Galles en British Home Championship à Cardiff (victoire 0-3).
Law s'impose rapidement comme un joueur essentiel pour le pays. L'équipe nationale n'a pas compté un aussi jeune joueur dans ses rangs depuis 1899. Il joue sans parvenir à marquer lors du match perdu 9-3 contre l'Angleterre[Quand ?]. Après le match, il déclare qu'il s'agit de sa « pire journée ».
Alors qu'il joue au Torino, Law joue quelques matchs avec son pays, car son club ne soit pas très enclin à libérer son joueur pour les matchs internationaux. Une clause stipule d'ailleurs dans le contrat de Law que le club n'est pas obligé de le libérer.
En 1962-1963, il contribue à faire triompher l’Écosse au British Home Championship annuel, ponctué d'un succès par une victoire 2-1 à Wembley face en Angleterre. Le 23 octobre 1963, il est sélectionné pour un match de gala entre le reste du monde (FIFA XI) et Angleterre à Wembley (défaite 2-1), aux côtés d’Eusébio et Alfredo Di Stéfano, et inscrit le seul but de son équipe,.
Law se blesse au genou lors d'une rencontre contre la Pologne en octobre 1965.
Le 15 avril 1967, Law marque lors de la victoire historique de l'Écosse face à l'Angleterre 3-2 durant le British Home Championship, moins d'un an après le sacre en Coupe du Monde de l'Angleterre alors sur une série de 19 matches sans défaite. Alors que United remporte la First Division la même année, Law considère que cette victoire contre l'Angleterre est beaucoup plus importante et satisfaisante.
En 1974, l'Écosse parvient à se qualifier pour la première Coupe du monde depuis 1958. Bien qu'il n'ait pas joué beaucoup de matchs de championnat 1973-74 depuis son retour à Manchester City, Law est sélectionné et dispute le premier match de son équipe face au Zaire (victoire 2-0). Law est « fortement déçu » de ne pas être sélectionné pour les matchs contre le Brésil, et par la suite contre la Yougoslavie. Bien que l'équipe ne perde aucun de ses autres matchs, elle ne parvient pas à se qualifier pour les phases finales. Il prend ainsi sa retraite deux mois plus tard et le match contre le Zaïre reste sa dernière sélection.
Avec Kenny Dalglish, il est le co-meilleur buteur de l'histoire de l'Écosse, avec 30 buts en 55 sélections,.

### Retraite et fin de vie
Après sa carrière de joueur de football, Denis Law travaille régulièrement dans les émissions de football à la radio ou à la télévision. Il est notamment invité spécial dans l'émission This is your Life le 19 février 1975, quelques mois après la fin de sa carrière.
Durant les années 1990, l'émergence du footballeur Dennis Bergkamp permet de découvrir que ses parents, fans de Law ont appelé leur fils par le même prénom en son hommage. Néanmoins, les autorités néerlandaises refusent de reconnaître ce nom à moins qu'il soit épelé avec deux n.
En novembre 2003, Denis Law est opéré avec succès d'un cancer de la prostate.
En 2005, il obtient des diplômes à titre honorifique de la part des universités d'Aberdeen et de St Andrews.
En mai 2008, Denis Law, ambassadeur de la finale de la coupe de l'UEFA, remet au City of Manchester Stadium, au côté du président de l'UEFA Michel Platini, les médailles au vainqueur de la Coupe de l'UEFA, le Zénith Saint-Pétersbourg et à leur adversaire le Rangers FC. La statue de la United Trinity est inaugurée la même année devant le stade de Old Trafford, dont Law fait partie avec deux autres Ballon d'or mancunien George Best (1968) et Bobby Charlton (1966).
En février 2010, Law est nommé directeur de l'association caritative Football Aid du Royaume-Uni et remplace le défunt Bobby Robson.
Après avoir annoncé en août 2021 être atteint de la maladie d'Alzheimer et de démence, Denis Law meurt le 17 janvier 2025 à l'âge de 84 ans.

## Style de jeu
Vitesse, anticipation, finition, jeu de tête, roublardise sont attribués à Denis Law qui terrorise les défenseurs avec son approche intrépide et sa vitesse malgré son petit physique (1m75). « Il incarnait tout ce qu'un Écossais est capable de faire. Il était audacieux et courageux. Il avait la bravoure et le style. C'était un footballeur vraiment fantastique » témoigne son compatriote et autre légende de Manchester United, Alex Ferguson.

## Statistiques

### En club
Denis Law marque 237 buts en 404 matches avec Manchester United, faisant de lui le troisième meilleur buteur de l'histoire du club derrière Wayne Rooney (253) et Bobby Charlton (249),. Law marque 28 buts en 34 matches de Coupe d'Europe pour ManU.
| Saison                | Club                  | Championnat           | Championnat | Championnat | Coupe nationale | Coupe nationale | Coupe de la Ligue | Coupe de la Ligue | Compétition(s) continentale(s) | Compétition(s) continentale(s) | Compétition(s) continentale(s) | Autres | Autres | Total | Total |
| Saison                | Club                  | Division              | M.          | B.          | M.              | B.              | M.                | B.                | Comp.                          | M.                             | B.                             | M.     | B.     | M.    | B.    |
| 1956-1957             | Huddersfield Town     | Second Division       | 13          | 2           | 5               | 1               | -                 | -                 | -                              | -                              | -                              | -      | -      | 18    | 3     |
| 1957-1958             | Huddersfield Town     | Second Division       | 18          | 5           | 2               | 1               | -                 | -                 | -                              | -                              | -                              | -      | -      | 20    | 6     |
| 1958-1959             | Huddersfield Town     | Second Division       | 26          | 2           | -               | -               | -                 | -                 | -                              | -                              | -                              | -      | -      | 26    | 2     |
| 1959-1960             | Huddersfield Town     | Second Division       | 24          | 7           | 3               | 1               | -                 | -                 | -                              | -                              | -                              | -      | -      | 27    | 8     |
| Sous-total            | Sous-total            | Sous-total            | 81          | 16          | 10              | 3               | -                 | -                 | -                              | -                              | -                              | -      | -      | 91    | 19    |
| 1959-1960             | Manchester City       | First Division        | 7           | 2           | -               | -               | -                 | -                 | -                              | -                              | -                              | -      | -      | 7     | 2     |
| 1960-1961             | Manchester City       | First Division        | 37          | 19          | 6               | 4               | 0                 | 0                 | -                              | -                              | -                              | -      | -      | 43    | 23    |
| Sous-total            | Sous-total            | Sous-total            | 44          | 21          | 6               | 4               | 0                 | 0                 | -                              | -                              | -                              | -      | -      | 50    | 25    |
| 1961-1962             | AC Torino             | Serie A               | 27          | 10          | 1               | 0               | -                 | -                 | -                              | -                              | -                              | -      | -      | 28    | 10    |
| 1962-1963             | Manchester United     | First Division        | 38          | 23          | 6               | 6               | -                 | -                 | -                              | -                              | -                              | -      | -      | 44    | 29    |
| 1963-1964             | Manchester United     | First Division        | 30          | 30          | 6               | 10              | -                 | -                 | C2                             | 5                              | 6                              | 1      | 0      | 42    | 46    |
| 1964-1965             | Manchester United     | First Division        | 36          | 28          | 6               | 3               | -                 | -                 | CVF                            | 10                             | 8                              | -      | -      | 52    | 39    |
| 1965-1966             | Manchester United     | First Division        | 33          | 15          | 7               | 6               | -                 | -                 | C1                             | 8                              | 3                              | 1      | 0      | 49    | 24    |
| 1966-1967             | Manchester United     | First Division        | 36          | 23          | 2               | 2               | 0                 | 0                 | -                              | -                              | -                              | -      | -      | 38    | 25    |
| 1967-1968             | Manchester United     | First Division        | 23          | 7           | 1               | 0               | -                 | -                 | C1                             | 3                              | 2                              | 1      | 1      | 28    | 10    |
| 1968-1969             | Manchester United     | First Division        | 30          | 14          | 6               | 7               | -                 | -                 | C1                             | 7                              | 9                              | 2      | 0      | 45    | 30    |
| 1969-1970             | Manchester United     | First Division        | 11          | 2           | 2               | 0               | 3                 | 1                 | -                              | -                              | -                              | -      | -      | 16    | 3     |
| 1970-1971             | Manchester United     | First Division        | 28          | 15          | 2               | 0               | 4                 | 1                 | -                              | -                              | -                              | -      | -      | 34    | 16    |
| 1971-1972             | Manchester United     | First Division        | 33          | 13          | 7               | 0               | 2                 | 0                 | -                              | -                              | -                              | -      | -      | 42    | 13    |
| 1972-1973             | Manchester United     | First Division        | 11          | 1           | 1               | 0               | 2                 | 1                 | -                              | -                              | -                              | -      | -      | 14    | 2     |
| Sous-total            | Sous-total            | Sous-total            | 309         | 171         | 46              | 34              | 11                | 3                 | -                              | 33                             | 28                             | 5      | 1      | 404   | 237   |
| 1973-1974             | Manchester City       | First Division        | 24          | 9           | 1               | 2               | 4                 | 1                 | -                              | -                              | -                              | -      | -      | 29    | 12    |
| Total sur la carrière | Total sur la carrière | Total sur la carrière | 485         | 227         | 64              | 43              | 15                | 4                 | -                              | 33                             | 28                             | 5      | 1      | 602   | 303   |

### En sélection nationale
| Année | Matchs | Buts |
| ----- | ------ | ---- |
| 1958  | 2      | 1    |
| 1959  | 4      | 0    |
| 1960  | 4      | 2    |
| 1961  | 3      | 2    |
| 1962  | 3      | 5    |
| 1963  | 7      | 11   |
| 1964  | 5      | 1    |
| 1965  | 6      | 2    |
| 1966  | 2      | 2    |
| 1967  | 3      | 1    |
| 1968  | 1      | 1    |
| 1969  | 2      | 0    |
| 1970  | 0      | 0    |
| 1971  | 0      | 0    |
| 1972  | 7      | 2    |
| 1973  | 3      | 0    |
| 1974  | 3      | 0    |
| Total | 50     | 30   |

Le joueur écossais marque trente buts en 55 matches pour son équipe nationale (0,55 par match), ce qui constitue le record (partagé avec Kenny Dalglish). Entre 1958 et 1974, sa carrière internationale dure plus de quinze années durant laquelle il connaît 24 victoires (55 %), treize défaites et 18 matchs nuls.

## Palmarès

### Palmarès
Denis Law remporte plusieurs titres lors de son passage à Manchester United. Dès sa première année avec les Red Devils, il remporte la FA Cup de 1962-63. Il est champion de First Division en 1964-65 et 1966-67 et fait également partie de l'équipe victorieuse de la Coupe d'Europe des clubs champions en 1967-68. Il remporte également deux Charity Shield en 1965 et 1967.
- Championnat d'Angleterre (2)
  - Champion : 1965 & 1967.
  - Vice-champion : 1964 & 1968.
- FA Cup (1)
  - Vainqueur : 1963.
- Coupe des clubs champions européens (1)
  - Vainqueur : 1968.
  - Meilleur buteur : 1969 (9 buts)

### Distinctions personnelles

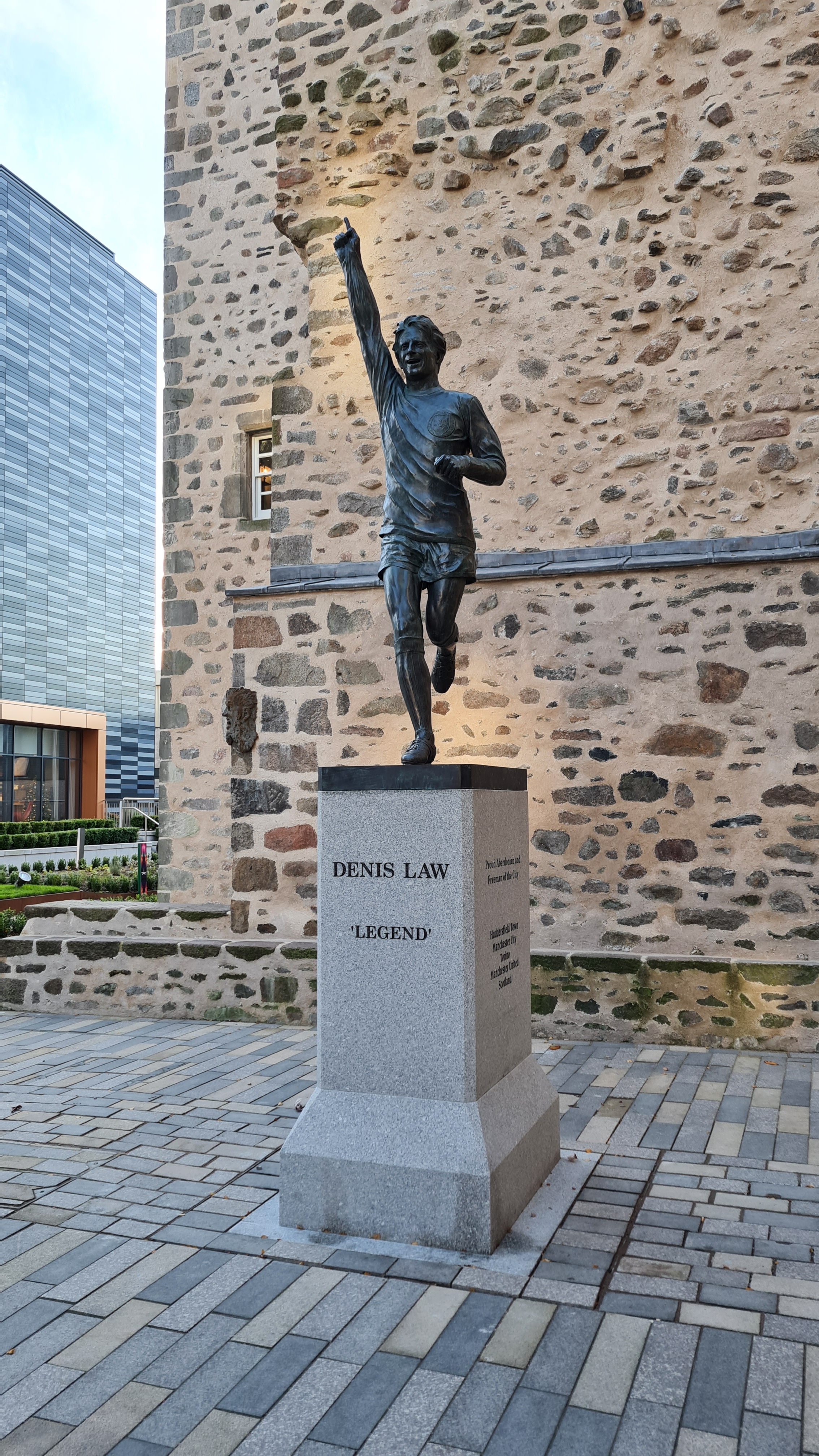
2021 Statue en bronze de Law par le sculpteur Alan Herriot.

Denis Law est le seul Écossais à avoir remporté le Ballon d'or et le titre de joueur européen de l'année. Il fait partie du World Soccer World XI (équivalent du FIFA/FIFPro World XI) en 1963 et remporte le Ballon d'or 1964 la même année devant l’Espagnol Luis Suárez (déjà vainqueur en 1960, vainqueur de la C1 1964 avec l’Inter et de l’Euro avec l’Espagne), après une quatrième place l'année précédente et la 23e place fin 1961.
En 1974, il fait partie des Football League 100 legends, liste regroupant les 10 plus grands joueurs de Football League. L'année suivante, il obtient le PFA Merit Award. Il est le meilleur buteur de la Coupe d'Europe des clubs champions 1968-1969.
Il reçoit également le FWA Tribute Award[Quoi ?] en 1994. Avec plus de 50 sélections, il intègre en 1998 le tableau d'honneur de l'équipe d'Écosse de football.
Law est désigné parmi les membres inauguraux de l'English Football Hall of Fame en 2002, en guise de reconnaissance pour son apport dans la football anglais. Le 23 février 2002, une statue de Denis est construite à Old Trafford dans la partie du stade appelée Scoreboard End. En 2003, il est désigné meilleur joueur écossais des 50 dernières années par la Scottish Football Association. Il intègre en 2004 le Scottish Football Hall of Fame.
Law est fait Commander of the Order of the British Empire (CBE) en 2016 pour ses services rendus au football et ses actions caritatives.
Le 18 novembre 2021, Law et Sir Alex Ferguson ont dévoilé à Aberdeen une deuxième statue de Law, créée en bronze par le sculpteur Alan Herriot. Commandé par le conseil municipal d'Aberdeen, il est situé à côté de la maison du prévôt Skene,.